# Melitta danae
Melitta danae är en biart som beskrevs av Constance Margaret Eardley 2006. Melitta danae ingår i släktet blomsterbin, och familjen sommarbin. Inga underarter finns listade i Catalogue of Life.